# Lasse Falk
Lars "Lasse" Falk, född 31 januari 1947, är en svensk ishockeytränare. Falk började som spelare i moderklubben IFK Tumba och kom sedan till Huddinge IK, där han efter karriären som spelare började som tränare. Han tränade Huddinges A-lag säsongen 1980/81, men hans idéer skilde sig rejält från företrädaren Curt Lindströms som större delen av laget hade spelat under, det mesta skar sig och laget klarade sig nätt och jämnt kvar i division 1.
Ett antal säsonger på pojk- och juniorsidan följde, innan han gjorde comeback i A-laget två säsonger, som assisterande tränare först till Lars-Gunnar Jansson 1985/86 och sedan till fd spelaren Lennart Wiman 1986/87.
Han plockades sedan över till Djurgårdens IF av Ingvar "Putte" Carlsson och duon började jobba hårt med  spelsystemet 1-3-1, som Carlsson hade fått av Leif Boork. Tillsammans förfinade Falk och Carlsson systemet och kunde leda Djurgården till tre raka SM-guld 1989-91. Efter åren (1987/1988-1993/1994) i Djurgården tränade Lasse Falk Södertälje SK, Frölunda HC (som han coachade till SM-final 1996) och en avslutande andra sejour i Huddinge IK, mindre lyckad, då denna period var en stadigt vikande trend, med lagets två första säsonger utanför kvalspelet till elitserien efter 16 säsonger med sådant kval, och tredje året åkte man ur den nyinrättade Allsvenskan Norra.